# Longus
Longus, Oudgrieks: Λόγγος, Lóngos is de naam van een Oudgriekse schrijver over wie vrijwel niets bekend is. Zelfs zijn naam is volgens sommige filologen een misvatting, ontstaan door verwarring met het Griekse woord λόγος, in de betekenis van 'verhaal'. Het wordt aangenomen dat hij aan het einde van de 2e eeuw heeft geleefd en dat, voor het geval zijn naam echt Longus was, hij een slaaf in dienst van een Romeinse familie was en zijn naam een cognomen was. 
Aan Longus wordt de beroemde herdersroman Daphnis en Chloë, Ποιμενικὰ τὰ κατὰ Δάφνιν καὶ Χλόην, Poimenikà tà katà Dáfnin kaì Chlóēn, toegeschreven. Omdat deze roman zich op het eiland Lesbos afspeelt, en de auteur veel topografische en andere details over het eiland kent, leiden sommigen daaruit af dat Longus een inwoner van het eiland was.
De roman verhaalt de groeiende liefde en trouw tussen twee kinderen op het eiland Lesbos. Als ze volwassen zijn geworden beleven ze heel wat avonturen, maar, in tegenstelling tot veel andere romans van dit type, niet in verre, vreemde landen, maar in hun eigen vertrouwde omgeving. Het bevat vele bekoorlijke taferelen in een vrij zuivere en ongekunstelde taal. Deze roman werd en wordt als de beste van de antieke romans geprezen en is ook meermaals door nieuwere schrijvers nagevolgd. 
De roman is ook in latere tijden veelvuldig vertaald en bewerkt, en inspireerde ook veel kunstenaars. Zo is onder meer het ballet Daphnis et Chloé van Maurice Ravel uit 1912 op het verhaal gestoeld.
- Bibsys: 90111846
- Biblioteca Nacional de España: XX1129496
- Bibliothèque nationale de France: cb11913309q (data)
- Catàleg d'autoritats de noms i títols de Catalunya: 981058515252506706
- CiNii: DA01291667
- Gemeinsame Normdatei: 118574213
- International Standard Name Identifier: 0000 0003 5580 0016
- Library of Congress Control Number: n50043501
- Nationale Bibliotheek van Letland: 000012966
- Bibliotheek van het Japanse parlement: 00448003
- Nationale Bibliotheek van Tsjechië: jn19981001764
- Nationale bibliotheek van Australië: 35312298
- Nationale Bibliotheek van Israël: 987007264619705171
- Nationale Bibliotheek van Polen: a0000001144843
- Nationale en Universitaire bibliotheek Zagreb: 000064915
- Nederlandse Thesaurus van Auteursnamen: 069807256
- Réseau des bibliothèques de Suisse occidentale: 02-A000106677
- Istituto Centrale per il Catalogo Unico: CFIV073377
- LIBRIS: 72318
- Système universitaire de documentation: 026993937
- Trove: 907675
- Virtual International Authority File: 163408645
- WorldCat: E39PBJyMj7Jb6cdg3x3HwJHBfq